# نانسی اسپانگن
نانسی لورا اسپانگن (انگلیسی: Nancy Laura Spungen؛ زاده ۲۷ فوریه ۱۹۵۸ - درگذشته ۱۲ اکتبر ۱۹۷۸) دوست‌دختر آمریکایی موسیقی‌دان انگلیسی سید ویشس و یکی از چهره‌های صحنه پانک راک دهه ۱۹۷۰ بود.
اسپانگن که یهودی در فیلادلفیا بزرگ شده بود، یک کودک عاطفی بود که در سن ۱۵ سالگی به اسکیزوفرنی مبتلا شد. پس از فارغ التحصیلی از کالج در ۱۶ سالگی، در دسامبر ۱۹۷۶ در اوج جنبش پانک راک به لندن رفت و با ویشس، نوازنده باس درگیر شد. از سکس پیستولز رابطه آن‌ها با حملات خشونت خانگی و سوء مصرف مواد مشخص شد. مطبوعات به زودی اسپانگن را به دلیل رفتارهای ظالمانه و اغلب ضداجتماعی‌اش، «نانسی تهوع‌آور» نامیدند. پس از اینکه جان لیدون گروه را ترک کرد و ویشس به عنوان نوازنده اصلی انتخاب شد، این زوج به نیویورک نقل مکان کردند و به هتل چلسی رفتند، جایی که بیشتر وقت خود را با مصرف مواد مخدر، به ویژه هروئین، سپری کردند.
در اکتبر ۱۹۷۸، جسد اسپانگن در اتاق زوج را با ضربه چاقو به شکم پیدا کردند. ویشس متهم به قتل او شد، اما در فوریه ۱۹۷۹ قبل از اینکه پرونده به دادگاه برود، معلوم شد به‌دلیل مصرف بیش از حد هروئین درگذشت. نویسندگان و فیلمسازان مختلف در مورد نقش ویشس در مرگ اسپانگن و احتمال کشته‌شدن اسپانگن توسط یک فروشنده مواد مخدر که مرتباً به اتاق آن‌ها مراجعه می‌کرد، حدس و گمان را زده‌اند.
مادر ننسی کتابی به‌نام And I dont want to live like this از زندگی نامه ننسی نوشته. 